# Martina Nardi
Martina Nardi (Carrara, 23 settembre 1973) è una politica italiana, è stata deputata alla Camera nella XVII e XVIII legislatura della Repubblica Italiana per Sinistra Ecologia Libertà e Partito Democratico.

## Biografia
Militante fin da ragazzina della Federazione Giovanile Comunista Italiano, l'organizzazione del Partito Comunista Italiano (PCI), nel 1991 non aderisce alla svolta della Bolognina di Achille Occhetto dal PCI al Partito Democratico della Sinistra, aderendo invece al movimento per la Rifondazione Comunista, che divenne Partito della Rifondazione Comunista, in cui andò a ricoprire l'incarico di segretaria della federazione provinciale di Massa-Carrara.
Alle elezioni comunali in Toscana del 2003 si candida come sindaco di Massa, sostenuta da Rifondazione Comunista, ottenendo il 5,42% dei voti ma non viene eletta sindaca, venendo comunque eletta consigliera comunale. Alle comunali toscane del 2008 viene rieletta al consiglio comunale di Massa nelle file de La Sinistra l'Arcobaleno, andando successivamente a ricoprire il ruolo di vicesindaco e assessore con deleghe all'edilizia e alle politiche per la casa nella giunta comunale di sinistra guidata da Roberto Pucci.
Nel 2009 abbandona Rifondazione Comunista per contribuire alla fondazione di Sinistra Ecologia e Libertà (SEL) di Nichi Vendola.

### Elezione a deputato
Alle elezioni politiche del 2013 viene candidata alla Camera dei deputati, tra le liste di SEL nella circoscrizione Toscana in seconda posizione dietro a Nichi Vendola, risultando eletta deputata. Nel corso della XVII legislatura ha fatto parte delle commissioni parlamentari Trasporti, poste e telecomunicazioni, Politiche dell'Unione Europea, Ambiente, territorio e lavori pubblici e Affari costituzionali, della Presidenza del Consiglio e interni, oltre alla Giunta delle elezioni, di cui è stata capogruppo per SEL, alla Commissione parlamentare per le questioni regionali e al Comitato per le incompatibilità, le ineleggibilità e le decadenze.
Il 26 giugno 2014, insieme al collega Luigi Lacquaniti, abbandona SEL per andare al gruppo misto nella componente Libertà e Diritti - Socialisti Europei (LED), seguendo la scissione operata dall'ex capogruppo alla Camera Gennaro Migliore per sostenere il governo di Matteo Renzi. Successivamente l'intera componente aderisce al Partito Democratico (PD).

### Rielezione alla Camera
Alle politiche del 2018 viene ricandidata alla Camera dei deputati, tra le liste del PD nel collegio plurinominale Toscana - 01, venendo rieletta deputata. Nella XVIII legislatura della Repubblica è stata componente e capogruppo per il PD nella Giunta delle elezioni e nella 10ª Commissione Attività produttive, commercio e turismo, di cui quest'ultima è stata presidente dal 29 luglio 2020 al 12 ottobre 2022.
Alle elezioni primarie del PD del 2019 sostiene la mozione del segretario uscente Maurizio Martina, ex ministro delle politiche agricole nei governi Renzi e Gentiloni e rappresentante l'area "filo-renziana" del partito, che risulterà perdente arrivando secondo con il 22% dei voti dietro a Nicola Zingaretti (66%).
Alle elezioni politiche anticipate del 2022 viene ricandidata alla Camera nel collegio uninominale Toscana - 02 (Massa), sostenuto dalla coalizione di centro-sinistra in quota Partito Democratico-Italia Democratica e Progressista, ottenendo il 27,78% dei voti e venendo sconfitta dalla candidata del centro-destra Elisa Montemagni (44,86%), risultando quindi non eletta.

## Vita privata
È sposata fin dal 2002 con Mario Ricci, ex-segretario regionale di Rifondazione Comunista in Toscana e deputato alla Camera durante la XV legislatura.